# Słobożanśke (obwód dniepropetrowski)
Słobożanśke (ukr. Слобожанське) – osiedle typu miejskiego w obwodzie dniepropietrowskim Ukrainy.
Status osiedla typu miejskiego posiada od 1987 roku. Ludność osady liczy około 14 000 osób.